# Ghiacciaio LaVergne
Il Ghiacciaio LaVergne è un ghiacciaio tributario antartico, lungo circa 13 km, che fluisce in direzione est lungo il versante meridionale delle Seabee Heights, per andare infine a confluire nel Ghiacciaio Liv, poco a sudovest del McKinley Nunatak, nei Monti della Regina Maud, in Antartide.
La denominazione è stata assegnata dall'Advisory Committee on Antarctic Names (US-ACAN) in onore del capitano di corvetta Cornelius B. de LaVergne, vice comandante dell'attività di supporto antartico alla Stazione McMurdo durante l'Operazione Deep Freeze della U.S. Navy nel 1961.